# Enigma (gra komputerowa)

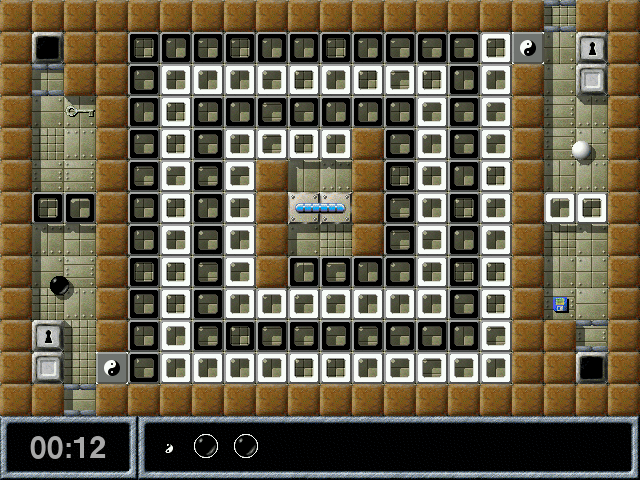
Zrzut ekranowy gry

Enigma – komputerowa gra logiczno-zręcznościowa inspirowana starszą grą pt. Oxyd.
Gra polega na znalezieniu par klocków o taki samym kolorze lub (rzadziej) umieszczeniu kulki albo wszystkich kulek w przeznaczonym do tego miejscu. Na początku gry wszystkie klocki są zakryte. Kolor danego klocka można zobaczyć dopiero po uderzeniu w niego kulką. Poza klockami już dobranymi w pary, jednorazowo może być odsłonięty tylko jeden klocek. Jeśli kolejny odsłonięty klocek będzie miał ten sam kolor, to ta para zostaje zaliczona i pozostaje odkryta. Po drodze gracz napotka wiele pułapek. Gra oferuje wiele zróżnicowanych plansz. Enigma nie oferuje jeszcze żadnego prawdziwego trybu dla dwóch graczy poprzez sieć. Od listopada 2011 dostępny jest nieoficjalny port Enigmy dla Androida, w którym kulka sterowana jest przez czujniki przechyłu.